# Цветан Гашевски
Цветан Николаев Гашевски е роден в София на 15 юли 1970 г. От детските си години тренира канадска борба и се състезава за Горна Оряховица.
Класира се на I място на турнира в Женева през 1992 г. и трети в Москва. Спечелва две втори места на европейски и на световно първенства през 1994 г. в Швеция и в Израел. Отново е европейски шампион в Москва през 1995 г.
Многократно е републикански шампион в категорията до 75 кг. с дясна ръка. Отново европейски шампион през 1996, 1997 и 1998 г. (в Литва) и 2001 г. (в Полша). Титлата световен шампион получава през 2000 и през 2001 година. Класиран е сред 10-те най-добри спортисти на Г. Оряховица за ХХ век.
Носител е на наградата на Горна Оряховица за постижения в спорта през 2001 г. и званието почетен гражданин на града през 2002 г.